# اچ‌ام‌اس گی وایکینگ
اچ‌ام‌اس گی وایکینگ (به انگلیسی: HMS Gay Viking) یک کشتی بود که طول آن ۱۱۷ فوت (۳۶ متر) بود. این کشتی در سال ۱۹۴۳ ساخته شد.